# Keri Arthur
Keri Arthur (ur. 4 grudnia 1967 w Melbourne) — autorka wielu powieści z gatunku fantasy, urban fantasy, fantastyki grozy i romansu paranormalnego. Mieszka w Melbourne, w Australii.
W 2006 roku nominowana była do nagrody P.E.A.R.L. (Paranormal Excellence Award for Romantic Literature) w kategorii shapeshifters. Regularnie pojawia się wśród nominowanych do nagród przyznawanych przez Romantic Times. Book Reviews, jeden z największych amerykańskich portali poświęconych literaturze popularnej (Reviewers’ Choice Best Book Awards: 2008 – w kategorii contemporary paranormal romance, 2009 – w kategorii urban fantasy protagonist). W 2008 roku portal ten wyróżnił Arthur także nagrodą Career Achievement Best Author w kategorii urban fantasy (w tej kategorii była również nominowana do nagrody w roku 2007).
Najbardziej znana i doceniana seria autorstwa Keri Arthur to dziewięciotomowy cykl poświęcony przygodom Riley Jenson, która jest pół wampirem, pół wilkołakiem. Bohaterka wraz z bratem bliźniakiem pracuje w Departamencie ds. Innych Ras, instytucji rządowej odpowiedzialnej za bezpieczeństwo kontaktów między ludźmi, wampirami, wilkołakami i innymi zmiennokształtnymi. Choć Riley nie należy do grupy strażników, którzy wysyłani są przez departament na misje, wskutek zawirowań w życiu osobistym w końcu sama też musi wziąć udział w jednej z ich największych akcji – próbie powstrzymania złoczyńców, którzy krzyżują i klonują różne gatunki istot żywych, by stworzyć idealną maszynę do zabijania.
Seria Riley Jenson przyniosła sławę Keri Arthur w Stanach Zjednoczonych. Kolejne części cyklu szybko wskakują na listy bestsellerów The New York Times.